# Ambohimanga

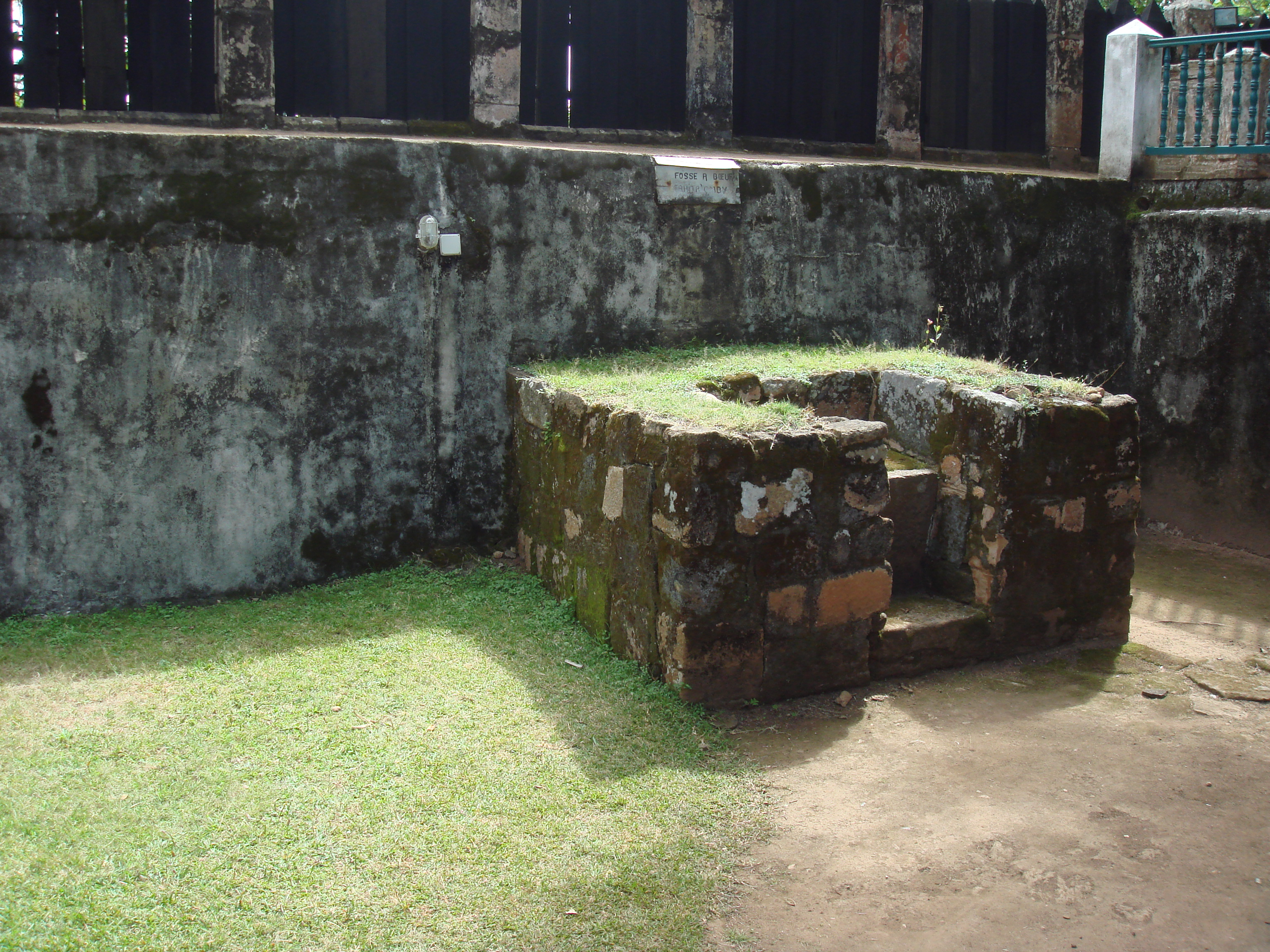
Adăpătoarea din care un zebu sfânt putea să se adape în noaptea dinaintea scrificării

Ambohimanga este o locație din Madagascar având următoarele coordonate 18°45′33″S, 47°33′46″E.
Dealul regal Ambohimanga' este alcătuit dintr-un oraș regal, un cimitir și un ansamblu de locuri sacre. Este asociat cu puternice sentimente ale identității naționale și și-a menținut caracterul spiritual și sacru prin practicarea ritualurilor și prin imaginația populară în ultimii 500 de ani. Este un spațiu cu semnificație istorică și religioasă în cultura oamenilor din Madagascar. Rămâne un loc de venerație unde vin pelerini din Madagascar și din alte părți ale lumii. Ca rezultat a semnificației sale, așezarea a fost înscrisă ca un loc moștenire mondială UNESCO în anul 2001.